# پلت اسنتر (نبراسکا)
پلت اسنتر(به انگلیسی: Platte Center) شهری در ایالت نبراسکا کشور ایالات متحده آمریکا است که جمعیت آن در سرشماری سال ۲۰۱۰ میلادی، ۳۳۶ نفر بوده‌است.